# Eschara (Keramik)

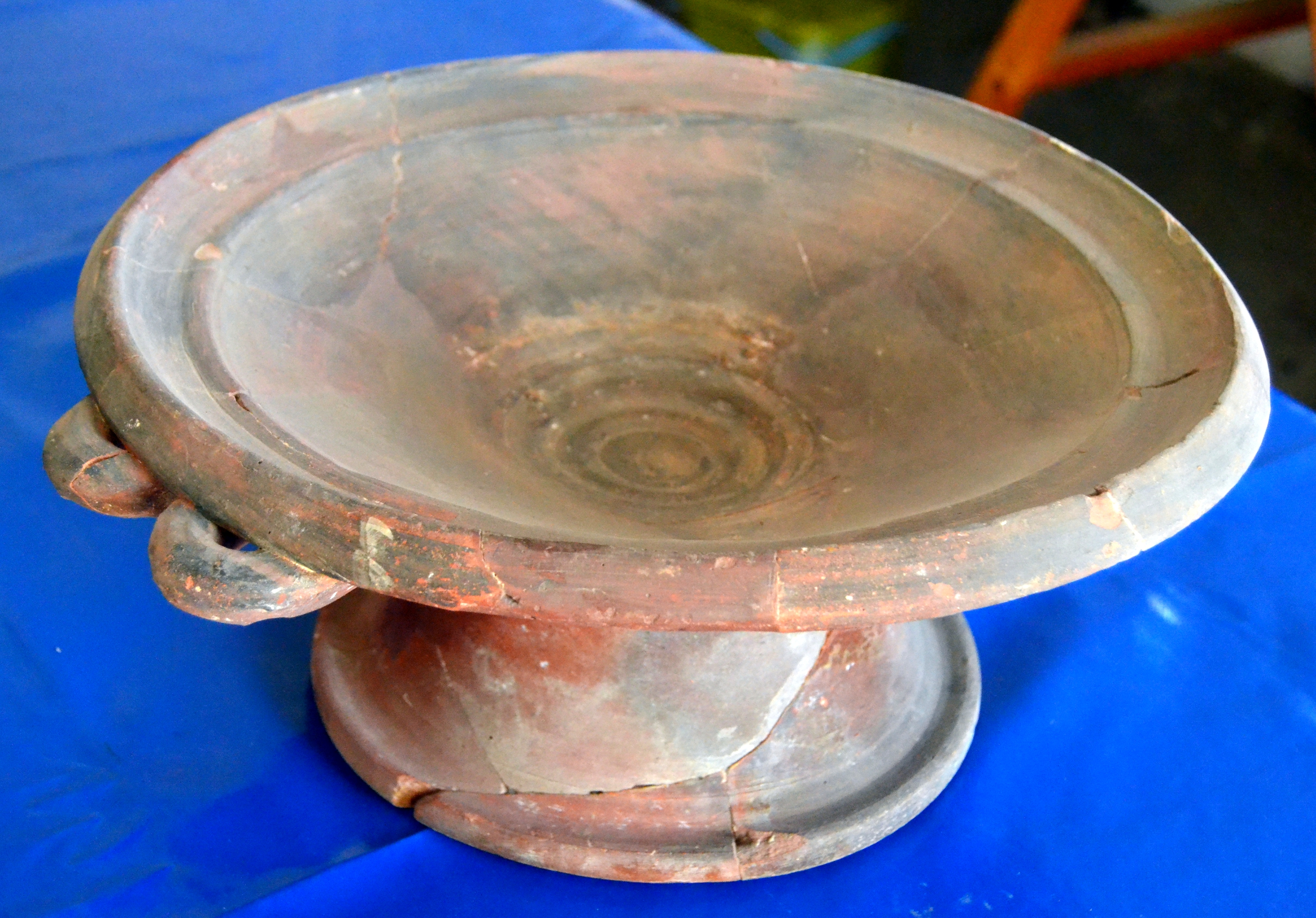
Eschara aus Bau Z3 des Athener Kerameikos, datiert zwischen 375 und 325 v. Chr.

Zeichnung einer Eschara

Als Eschara (altgriechisch ἐσχάρα eschára, gelesen es-chára) wird ein antikes griechisches Kochgeschirr bezeichnet.
Die zumeist aus Ton gefertigte, überwiegend flache Eschara wurde als Kohlebecken in der Küche verwendet. Über dem offenen Feuer wurde auf ihr Fleisch gebraten. Manche Exemplare hatten Halterungen für Bratspieße. Andere waren nicht flach, sondern konnten eine höhere, zylindrische Form haben. Üblich waren zwei Henkel, die seitlich bei höheren oder am oberen Beckenrand bei flacheren Exemplaren angebracht waren. Sie hatten einen Durchmesser von etwa 20 Zentimetern. Als Brennmittel wurde Holzkohle verwendet.
Die Eschara der Antikensammlung Berlin datiert auf die 2. Hälfte des 8. Jahrhunderts.